# Cellular Signalling
Cellular Signaling  es una revista científica revisada por pares que se centra en diversos aspectos de la señalización celular.

## Resumen e indexación
Cellular Signaling está resumida e indexada en:
- BIOBASE
- BIOSIS
- Biological Abstracts
- Resúmenes científicos de Cambridge
- Chemical Abstracts Service
- Current Contents /Ciencias de la Vida
- EMBASE
- EMBiología
- Elsevier BIOBASE/Conciencia actual en ciencias biológicas
- Genetics Abstracts
- MEDLINE
- Science Citation Index Expanded
- Scopus

## Métricas de revista
2024
- Web of Science Group : 4.315
- Índice h de Google Scholar: 156
- Scopus: 4.494